# アメリカ国立補完統合衛生センター
アメリカ国立補完統合衛生センター（英: National Center for Complementary and Integrative Health、略称: NCCIH）は、アメリカ合衆国メリーランド州ベセスダに研究施設を持つ、アメリカ合衆国保健福祉省公衆衛生局 (PHS)の国立衛生研究所に属する、補完的健康アプローチ（補完医療・代替医療）の研究を行う政府機関である。
旧称は国立補完代替医療センター（National Center for Complementary and Alternative Medicine, 略称:NCCAM）、始まりは国立衛生研究所（National Institute of Health: NIH）の代替医療局（Office of Alternative Medicine, OAM）である。
代替医療局の発足当初、研究対象は「Alternative Medicine」（代替医療）と呼ばれ、通常医療（現代医学、西洋医学）にはない新たな予防法・治療法の開発が期待されていた。組織は拡大し、莫大な研究費が投じられてきた。しかし実施された病気の予防・治療を目的とした臨床試験のほとんどは思わしい結果ではなく、国民やメディアから税金の無駄遣いとして厳しい批判を受けた（参考：セラピューティック・タッチ）。
これにより、2010年頃から研究目的は、「代替医療」から通常医療を補う「補完医療」に大きく変更され、各種施術療法の総称として、補完代替医療（complementary and alternative medicine）ではなく、補完的健康アプローチ（complementary health approaches）を使うようになった。2014年12月に国立補完統合衛生センターに名称が変更され、代替医療の「代替」を意味する「Alternative」が除かれた。研究の目的が「病気の予防・治療」から「症状 のマネジメント」へと変わったことで、近年(2015年時点)では、各種施術療法における「症状のマネジメント」に関する有効性が証明されてきている。「症状のマネジメント」（症状の管理、symptom management）とは、重篤な疾患や生命を脅かす疾患のある患者の生活の質（QOL）を改善するために行われるケアであり、疾患の症状や治療による副作用、治療に関係した心理的、社会的、精神的な問題を、予防し治療することを目的とする。「緩和ケア（palliative care、comfort care）」、「支持療法（supportive care）」とも呼ばれる。

## 年表
- 1991年10月、補完医療・代替医療の科学的調査、研究者の育成、信頼できる情報の提供を目的に、代替医療局（Office of Alternative Medicine, 略称:OAM）として開設[8]
- 1998年、国立補完代替医療センター（National Center for Complementary and Alternative Medicine, 略称:NCCAM）に改称
- 2014年12月、国立補完統合衛生センター（National Center for Complementary and Integrative Health, 略称:NCCIH）に改称

## 現在の研究対象[9]
補完的健康アプローチ（補完医療）は、大きく天然物（natural products）と心身療法（mind and body practices）という2つのサブグループに分けられるとしている（2015年時点）。
天然物
- 薬草（生薬、ハーブ）を使った製品、ビタミン・ミネラルなどのサプリメント[11]、プロバイオティクス[12]、栄養補助食品など。

心身療法
- 鍼治療[13]
- 瞑想（仏教に由来するマインドフルネス瞑想、超越瞑想など）[14]
- マッサージ療法[15]
- 西洋・東洋の動作を用いた療法（フェルデンクライスメソッド、アレクサンダーテクニック、ピラティス、ロルフィング、トレガーアプローチ（英語版）など）
- リラクセーション法（呼吸法、誘導イメージ療法（英語版）、漸進的筋弛緩法。身体の自然な弛緩反応を誘導するように設計されている。）[16]
- 脊椎マニピュレーション（カイロプラクティックを行うカイロプラクター[17]、オステオパシーを行うオステオパシー医（英語版）。
- 中国の伝統的な動作法（導引（中国語版）。太極拳[18] や気功など、姿勢・動作と呼吸を調和させて行い、精神を集中させる。）
- 様々なスタイルのヨガ（姿勢、運動、呼吸法、瞑想を兼ね備えている。）[19]

他に、催眠療法などの精神療法、ヒーリング・タッチ（手当て療法）などがある。
その他
- 伝統的なヒーラーによる施術、中国医学、アーユルヴェーダ（インド伝統医学）[20]、ナチュロパシー（英語版）（自然療法）[21] の療法家[22]、ホメオパシー[23]、民間療法など。